# Batman: A kezdet kezdete
A Batman: A kezdet kezdete (eredeti cím: Batman: Year One) 2011-ben bemutatott amerikai animációs akciófilm, amelynek a rendezője Sam Liu és Lauren Montgomery, a zeneszerzője Christopher Drake.
A Warner Premiere, a DC Comics és Warner Bros. Animation gyártásában készült, valamint a Warner Home Video forgalmazásában jelent meg. Az Amerikai Egyesült Államokban 2011. október 14-én jelent meg.

## Szereplők
| Szereplő                                 | Színész         | Magyar hang        |
| ---------------------------------------- | --------------- | ------------------ |
| Bruce Wayne / Batman                     | Ben McKenzie    | Lippai László      |
| James Gordon hadnagy                     | Bryan Cranston  | Kárpáti Levente    |
| Selina Kyle / Macskanő                   | Eliza Dushku    | Törtei Tünde       |
| Gillian B. Loeb rendőrfőnök              | Jon Polito      | Csurka László      |
| Carmine Falcone                          | Alex Rocco      | Melis Gábor        |
| Sarah Essen nyomozó                      | Katee Sackhoff  | Nemes Takách Kata  |
| Alfred Pennyworth                        | Jeff Bennett    | Forgács Gábor      |
| Barbara Gordon                           | Grey DeLisle    | Bertalan Ágnes     |
| Holly Robinson                           | Liliana Mumy    | Bogdányi Titanilla |
| Flass nyomozó                            | Fred Tatasciore | Anger Zsolt        |
| Stan                                     | Steven Blum     | Koncz István       |
| Brendon                                  | Stephen Root    | Csőre Gábor        |
| Jefferson Skeevers                       | Keith Ferguson  | Maday Gábor        |
| További magyar hangok:                   |                 |                    |
| Bodrogi Attila, Kiss Eszter, Vári Attila |                 |                    |